# PalaDante
Il PalaDante è un palazzetto dello sport di Trissino in provincia di Vicenza in Veneto.

## Struttura
Di pianta rettangolare, è costituito da tre tribune da 400 posti, quattro ampi spogliatoi per gli atleti, due per gli arbitri, due blocchi doccia, reception, magazzino, servizi e infermeria.

## Eventi ospitati
- Final eight Coppa Italia: 2018-2019.